# Robert Meglič
Robert (Robi) Meglič, slovenski smučarski skakalec, * 4. november 1974, Tržič.
Meglič je za Slovenijo nastopil na Zimskih olimpijskih igrah 1994 v Lillehammerju, kjer je osvojil 14. mesto na srednji skakalnici ter deveti mesti na veliki skakalnici in na ekipni tekmi. V svetovnem pokalu je med sezonama 1992/93 in 1996/97 34-krat osvojil točke na posamičnih tekmah in sedemkrat na ekipnih. Na posamičnih tekmah se je osemkrat uvrstil v deseterico, najboljšo uvrstitev je dosegel 8. februarja 1997, ko je na poletih na Kulmu osvojil četrto mesto, na ekipnih tekmah pa je 27. marca 1993 na Bloudkovi velikanki v Planici osvojil tretje mesto. Na svetovnih prvenstvih je zasedel sedemnajsto mesto na srednji skakalnici leta 1993 v Falunu, devetnajsto mesto na srednji skakalnici in 35. mesto na veliki leta 1995 v Thunder Bayu ter 32. mesto na srednji skakalnici, 27. mesto na veliki in šesto mesto na ekipni tekmi leta 1997 v Trondheimu. Na Svetovnem prvenstvu v smučarskih poletih 1996 na Kulmu je osvojil osemnajsto mesto. 